# Notoplax rostellata
Notoplax rostellata är en blötdjursart som beskrevs av Kaas 1990. Notoplax rostellata ingår i släktet Notoplax och familjen Acanthochitonidae. Inga underarter finns listade i Catalogue of Life.